# 7453 Slovtsov
7453 Slovtsov (1978 RV1) là một tiểu hành tinh vành đai chính được phát hiện ngày 5 tháng 9 năm 1978 bởi N. S. Chernykh ở Đài vật lý thiên văn Crimean.